# Primera División de Costa Rica 1944
Die Saison 1944 war die 24. Spielzeit der Primera División de Costa Rica, der höchsten costa-ricanischen Fußballliga. Es nahmen sieben Mannschaften teil. Die Orión gewann zum 2. Mal in der Vereinsgeschichte die Meisterschaft.

## Austragungsmodus
- Die sieben teilnehmenden Mannschaften spielten in einer Einfachrunde (Hin- und Rückspiel) im Modus Jeder gegen Jeden den Meister aus.
- LD Alajuelense zog sich nach nur einem Spiel wegen Meinungsverschiedenheiten mit dem Fußballverband zurück, das absolvierte Spiel ging nicht in die Tabelle ein.

## Endstand
| Pl.             | Verein                           | Sp. | S | U | N | Tore  | Diff. | Punkte |
| --------------- | -------------------------------- | --- | - | - | - | ----- | ----- | ------ |
| 01              | Orión FC                         | 10  | 7 | 3 | 0 | 34:13 | 21    | 17     |
| 02              | CS Herediano                     | 10  | 4 | 2 | 4 | 24:31 | −7    | 10     |
| 03              | SG Española                      | 10  | 4 | 1 | 5 | 27:28 | −1    | 9      |
| 04              | CS Cartaginés                    | 10  | 4 | 1 | 5 | 25:33 | −8    | 9      |
| 05              | CS La Libertad                   | 10  | 4 | 0 | 6 | 29:34 | −5    | 8      |
| 06              | CF Universidad de Costa Rica (M) | 10  | 3 | 1 | 6 | 28:28 | 0     | 7      |
| 0-              | LD Alajuelense                   | -   | - | - | - | -     | -     | -      |
| Stand: Endstand |                                  |     |   |   |   |       |       |        |

## Pokalwettbewerbe

### Copa Gran Bretaña 1944
Der von der britischen Botschaft gesponserte Pokalwettbewerb Copa Gran Bretaña 1944 wurde vor Beginn der Spielzeit ausgespielt. Es nahmen alle Erstligamannschaften sowie ein Zweit- und ein Drittligist teil. Das Finale gewann LD Alajuelense 4:3 gegen SG Española.

### Torneo Relámpago 1944
Unmittelbar vor dem Saisonstart nahmen alle Erstligamannschaften am Torneo Relámpago 1944 teil, in welchem ein Spiel nur 20 Minuten dauerte. Das Finale gewann LD Alajuelense 2:1 gegen die UCR.